# Amanda Andréas
Elsa Amanda Charlotte Andréas, tidigare Larsson, född 25 augusti 1988 i Göteborg, är en svensk sångerska och låtskrivare. Hon är även verksam som regissör och skådespelare inom film och teater.
Amanda Andréas debuterade som 2011 regissör med produktionen Inför lyckta dörrar på Folkteatern. Hon har varit med och startat teatersamarbetet mellan Folkteatern och Göteborgs Stadsmission, teaterscenen på Alfons Åbergs Kulturhus och frigruppen DOM, som blev uppmärksammad med föreställningen Strindberg X-mas – en ångestfylld, glimmande show vintern 2012. Våren 2014 regisserade hon Roland Jansons samhällssatir Bänken.